# Dragočaj
Dragočaj je naselje v mestu Banjaluka, Bosna in Hercegovina. 

## Deli naselja
Bajlovići, Batkovići, Bijelići, Bogdanovići, Božići, Čivčije, Dikevci, Dojčinovići, Dragočaj, Gradina, Grahovci, Kočići, Komljenovići, Marići, Matoševci, Mirkovići, Nabrđani, Ojdanići, Orlovac, Pavlovača, Stranjani in Topići. 

## Prebivalstvo
| Pregled števila prebivalcev po letih | Pregled števila prebivalcev po letih | Pregled števila prebivalcev po letih | Pregled števila prebivalcev po letih | Pregled števila prebivalcev po letih | Pregled števila prebivalcev po letih |
| ------------------------------------ | ------------------------------------ | ------------------------------------ | ------------------------------------ | ------------------------------------ | ------------------------------------ |
| 1948                                 | 1953                                 | 1961                                 | 1971                                 | 1981                                 | 1991                                 |
| -                                    | -                                    | 2.836                                | 2.728                                | 2.553                                | 2.578                                |

| Narodna sestava prebivalstva po letih                                                                                              | Narodna sestava prebivalstva po letih                                                                                                 | Narodna sestava prebivalstva po letih                                                                                                 |
| --- | --- | --- |
| 1971 | 1981 | 1991 |
| . skupaj: 2.728 Hrvati 2.117 (77,60 %) Srbi 598 (21,92 %) Muslimani 0 (0,00 %) Jugoslovani 0 (0,00 %) drugi in neznano 13 (0,47 %) | . skupaj: 2.553 Hrvati 1.845 (72,26 %) Srbi 454 (17,78 %) Muslimani 1 (0,03 %) Jugoslovani 138 (5,40 %) drugi in neznano 115 (4,50 %) | . skupaj: 2.578 Hrvati 1.890 (73,31 %) Srbi 478 (18,54 %) Muslimani 21 (0,81 %) Jugoslovani 141 (5,46 %) drugi in neznano 48 (1,86 %) |